# Франц Фекете
«Франц Фекете» (нем. Franz-Fekete-Stadion; ранее — «Альпенштадион», с 2022 года также известен как — «Капфенберг») — футбольный стадион с беговыми дорожками, расположенный в австрийском городе Капфенберг, находящемся в федеральной земле Штирия. Является домашним стадионом для футбольного клуба «Капфенберг». Стадион вмещает около 10 000 зрителей, включая 3000 сидячих мест.

## История
«Франц Фекете» был построен в период с 1941 по 1951 годы при поддержке тогдашнего бургомистра Капфенберга Генриха Шайбенграфа. Официальное открытие стадиона состоялось 10 сентября 1950 года под названием «Альпенштадион» (нем. Alpenstadion). На церемонии открытия был сыгран матч с действующим чемпионом Австрии командой «Аустрия» (Вена), который «Капфенберг» проиграл со счётом 8:1 при 10 000 зрителей.
С 1951 по 1967 год стадион был местом проведения домашних матчей «Капфенберг» в Бундеслиги на протяжении одиннадцати сезонов. В 1987 году стадион был существенно модернизирован и расширен при поддержке бургомистра Капфенберга Франца Фекете. Рядом со стадионом находится подогреваемый искусственный газон.
В 1994, 1995 и 1996 годах на стадионе прошли розыгрыши cуперкубка Австрии по футболу. В сезоне 1996/97 клуб «ГАК» провел двенадцать матчей в Бундеслиге, а также три домашних матча в Кубке УЕФА в Капфенберге, включая ответный матч во втором раунде против «Интернационале» на котором присутствовало 10 500 зрителей.
В 2001 году, в честь 80-летия бывшего бургомистра Капфенберга Франца Фекете, стадион был назван его именем.

## Обсуждение названия
21 ноября 2022 года после публикации статьи в австрийской газете «Der Standard» о Франце Фекете который был членом СС, в различных СМИ возникла дискуссия о названии стадиона. В этот же день австрийская Бундеслига и Австрийский футбольный союз опубликовали заявление, в котором заявили, что они не имеют возможности изменять название стадиона. Однако они приняли решение перестать использовать это имя и вместо этого будут называть его «Стадион Капфенберг» в рамках чемпионата, кубка и во всех иных медийных публикациях. Кроме того, будет проведен анализ названий других австрийских стадионов совместно с Документационным архивом австрийского сопротивления.